# Eretizontídeos
Eretizontídeos (Erethizontidae) é uma família de roedores nativos das Américas, popularmente conhecidos como porcos-espinhos (impropriamente, pois não são porcos), cuandus, cuins, luís-cacheiros e, às vezes, chamados erroneamente de ouriços-cacheiros. A família é representado por 18 espécies viventes em três gêneros.

## Etimologia
"Ouriço" vem do latim ericiu. "Cacheiro" vem de "cachar", que é um sinônimo em desuso de "esconder". Portanto, "ouriço-cacheiro" significa "ouriço que se esconde". "Cuandu" vem do tupi kuã'du."Cuim" é um vocábulo onomatopaico.

## Classificação
- Família Erethizontidae Bonaparte, 1845
  - Subfamília Chaetomyinae Thomas, 1896
    - Gênero Chaetomys Gray, 1843
      - Chaetomys subspinosus (Olfers, 1818)

  - Subfamília Erethizontinae Bonaparte, 1845
    - Gênero Coendou Lacépède, 1799
      - Coendou baturitensis Feijó & Langguth, 2013
      - Coendou bicolor (Tschudi, 1844)
      - Coendou ichillus Voss e da Silva, 2001
      - Coendou insidiosus (Lichtenstein, 1818)
      - Coendou longicaudatus Daudin, 1802
      - Coendou melanurus (Wagner, 1842)
      - Coendou mexicanus (Kerr, 1792)
      - Coendou nycthemera (Olfers, 1818)
      - Coendou prehensilis (Linnaeus, 1758)
      - Coendou pruinosus (Thomas, 1905)
      - Coendou quichua Thomas, 1899
      - Coendou roosmalenorum Voss e da Silva, 2001
      - Coendou spinosus (F. Cuvier, 1823)
      - Coendou speratus Mendes Pontes et al., 2013
      - Coendou rufescens (Gray, 1865)
      - Coendou vestitus (Thomas, 1899)

    - Gênero Erethizon F. Cuvier, 1822
      - Erethizon dorsatum (Linnaeus, 1758)